# Ewa Leja
Ewa Leja (ur. w Krakowie) – polska producentka filmowa i telewizyjna.

## Życiorys
Jest absolwentką teatrologii na Uniwersytecie Jagiellońskim w Krakowie. Pracowała jako dziennikarka radiowa w rozgłośni Polskiego Radia Radio Kraków i w Radiu Mariackim. Była wydawcą i autorką reportaży w cyklach dokumentalnych: Ludzie w drodze, W mrocznym kręgu, Wizjer. Od 1997 pracuje w polskiej komercyjnej stacji telewizyjnej TVN.
Od 2009 prowadzi konwersatoria o produkcji telewizyjnej w Instytucie Dziennikarstwa i Komunikacji Społecznej Uniwersytetu Jagiellońskiego.

## Produkcja
- Reality show:
  - Agent – 3 edycje (2000–2002)[2]
  - Ekspedycja (2001)[2]
  - Wyprawa Robinson (2004)[3]

- Talk-show
  - Rozmowy w toku[4] (2006)[5]

- Programy rozrywkowe
  - Druga twarz
  - You Can Dance – Po prostu tańcz – 7 edycji (2007–2012)
  - Top Model - 2 edycje (2011-2012)[6]
  - Project Runway - 2 edycje (2014-2015)
  - MasterChef Polska – 12 edycji (2012–2023)[7]
  - MasterChef Junior Polska – 8 edycji (2016–2023)[8]
  - Wielkie gotowanie (2020)

- Seriale telewizyjne
  - Anioł Stróż (2005)[9]

## Nagrody
Nominowana do nagrody Wiktory w kategorii twórca lub producent programu telewizyjnego w 2010 i 2012 roku.
W 2023 roku Ewa Leja została laureatem nagrody ARS COQUINARIA Akademii Gastronomicznej w Polsce za przyczynianie się do rozwoju i podnoszenia poziomu polskiej gastronomii.